# NGC 3676
NGC 3676 في الفهرس العام الجديد، هي مجرة، تقع في كوكبة الباطية. اكتشفت في 1886 بواسطة فرانك مولر.

## روابط خارجية
- NGC 3676 على موقع ويكي سكاي: DSS2, SDSS, GALEX, IRAS, Hydrogen α, X-Ray, Astrophoto, Sky Map, Articles and images